# Euchaetes helena
Euchaetes helena är en fjärilsart som beskrevs av Samuel E. Cassino 1928. Euchaetes helena ingår i släktet Euchaetes och familjen björnspinnare. Inga underarter finns listade i Catalogue of Life.